# Fábio Silvestre
Pour les articles homonymes, voir Silvestre.
Fábio André Tomas Silvestre est un coureur cycliste portugais, né le 25 janvier 1990 à Sobral de Monte Agraço dans le district de Lisbonne.

## Biographie
Fábio Silvestre naît le 25 janvier 1990 à Sobral de Monte Agraço au Portugal.
Il court de 2012 à 2013 pour l'équipe Leopard-Trek Continental, où il remporte notamment lors de sa deuxième année le classement général du Triptyque des Monts et Châteaux. Il entre en 2014 dans la ProTeam Trek Factory Racing.

## Palmarès et classements sur route

### Palmarès par année
- 2005[1]
  -  Champion du Portugal sur route cadets
- 2006
  -  Champion du Portugal sur route cadets
- 2008
  - 1re étape du Tour du Portugal juniors
  - 2e du championnat du Portugal du contre-la-montre juniors
  - 3e du Tour du Portugal juniors
- 2010
  - 5e étape du Tour du Portugal de l'Avenir
  - 2e du championnat du Portugal du contre-la-montre espoirs
  - 3e du Tour de l'Alentejo
- 2011
  -  Champion du Portugal sur route espoirs
  - 3e du Gran Premio Diputación de Pontevedra
  - 3e du championnat du Portugal du contre-la-montre espoirs
- 2012
  -  Champion du Portugal du contre-la-montre espoirs
  - 10e du championnat d'Europe sur route espoirs
- 2013
  - 1re étape du Tour de Normandie
  - Classement général du Triptyque des Monts et Châteaux
  - 4e étape du Circuit des Ardennes international
  - 4e étape de la Ronde de l'Oise
  - 1re étape du Czech Cycling Tour (contre-la-montre par équipes)
  - 3e du Dorpenomloop Rucphen
- 2017
  - 4e étape du Grand Prix Abimota
  - 3e de la Prova de Abertura

### Résultats sur les grands tours

#### Tour d'Italie
1 participation
- 2015 : 149e

### Classements mondiaux
| Année           | 2011   | 2012 | 2013 | 2014 | 2015 | 2016   |
| --------------- | ------ | ---- | ---- | ---- | ---- | ------ |
| UCI World Tour  |        |      |      | nc   | nc   |        |
| UCI Asia Tour   |        |      | 212e |      |      |        |
| UCI Europe Tour | 1 222e | 495e | 71e  |      |      | 1 850e |

## Palmarès sur piste

### Championnats nationaux
- 2007
  - 2e du championnat du Portugal de course aux points juniors
  - 3e du championnat du Portugal de poursuite juniors
- 2008
  -  Champion du Portugal de vitesse juniors
  -  Champion du Portugal de poursuite juniors
  -  Champion du Portugal de poursuite par équipes juniors (avec Rui Carvalho, Bruno Carvalho et Flávio Benido)
  - 3e du championnat du Portugal de course aux points juniors
- 2011
  -  Champion du Portugal de poursuite espoirs
  -  Champion du Portugal de poursuite par équipes espoirs (avec João Correia, Rafael Silva et José Gonçalves)
  - 2e du championnat du Portugal de course aux points espoirs